# Willem Hendrik van den Bos
Willem Hendrik van den Bos (Rotterdam, 25 settembre 1896 – 30 marzo 1974) è stato un astronomo olandese naturalizzato sudafricano.

## Biografia
William Hendrik van den Bos nacque a Rotterdam il 25 settembre 1896. Laureatosi all'Università di Leida, nei Paesi Bassi, conseguì il dottorato nel 1925 con una tesi sulle stelle doppie. Nello stesso anno si trasferì dall'Osservatorio di Leida allo Union Observatory di Johannesburg, in Sudafrica, che diresse dal 1941 al 1956, anno del suo pensionamento.
Dopo essersi ritirato, proseguì le sue ricerche in Sudafrica e negli Stati Uniti, finché non glielo impedì una malattia che lo colse nel 1966. Morì infine nel 1974.
Consacrò la sua carriera allo studio delle stelle doppie visuali, delle quali ne scoprì altre 2895 coppie. Eseguì direttamente 71.929 misurazioni con il micrometro filare. Redasse un catalogo delle stelle doppie con declinazione inferiore a -19°, che fu di riferimento per il tempo. Fu chiamato a presiedere la Double Star Commission (Commissione sulle stelle doppie) dell'Unione Astronomica Internazionale per quattordici anni. Nel 1943 e nel 1955 presiedette l'Astronomical Society of South Africa.
Nel 1931, con Finsen, partecipò alla campagna internazionale per l'osservazione dell'asteroide Eros, riuscendo a determinare una forma di massima dell'asteroide ed il suo periodo di rotazione.

## Onorificenze
Ricevette la Medaglia d'oro dell'Accademia Reale Danese e la Medaglia Gill dall'Astronomical Society of Southern Africa.
Gli sono stati dedicati l'asteroide 1663 van den Bos e il cratere van den Bos sulla superficie della Luna.